# 수원 로보츠
수원 로보츠는 2017년 창단한 독립야구단이다.
경기도 수원을 연고지로, 야구를 사랑하는 사람들의 모임으로 시작한 국내 최초의 야구 협동조합이다.
KBO 리그 진출, 심판/코치/기록원 양성 등 선수들의 다양한 진로 소개 및 교육에 노력하고 있고, 다양한 봉사활동과 재능기부로 사회 공헌 및 지역사회에 기여하고 있다.
선수, 감독 및 사무국 직원 모두 협동조합원으로 구단 운영에서 평등한 위치 및 대우를 가지며, 동등한 의결권 및 발의권을 가진다.
2018년 경기도 챌린지 리그 (GCBL)에 성남 블루 팬더스, 고양 위너스, 양주 레볼루션과 함께 참여할 예정이었으나 모기업의 부도로  리그에 참여하지 못하고  해체되었다.

## 주요 선수
- 투수 : 김기식, 임형진, 홍경모, 박창서, 하병익
- 야수 : 김훈영, 엄지환, 박종하 외 8명

## 대한민국의 독립구단 목록
- 파주 챌린저스
- 연천 미라클
- 고양 원더스
- 성남 맥파이스
- 가평 웨일스
- 포천 몬스터
- 수원 파인이그스

### 해체된 독립구단
- 고양 원더스 (2011-2014) (2014년 해체)
- 수원 로보츠 (2018년 해체)
- 용인 스텔스 (2018년 해체)
- 저니맨 외인구단 (2019년 해체)
- 양주 레볼루션 (2019년 해체)
- 성남 블루팬더스 (2019년 해체)
- 용인시 빠따형 독립야구단 (2020년 해체)
- 의정부 신한대학교 피닉스 (2020년 해체)
- 스코어본 하이에나들 (2021년 해체)